# Ricardo Gascón
Ricardo Gascón fue un guionista y director de cine español que nació el 19 de marzo de 1910 en Barcelona, España y falleció en 1988, habiéndose destacado por las comedias policiales que dirigió.
Al finalizar la guerra civil española trabajó como periodista cinematográfico al mismo tiempo que lo hacía como ayudante de director. En 1946 dirigió su primera película, titulada Un ladrón de guante blanco, con su propio guion, y de allí continuó ligado al cine como guionista y director.

## Filmografía
- - Director:
- Su majestad la risa (1981)
- Pleito de sangre (1956)
- Los agentes del quinto grupo (1955)
- Misión extravagante (1954)
- El correo del rey (1951)
- El hijo de la noche (1950)
- Ha entrado un ladrón (1949)
- El final de una leyenda (1950)
- La niña de Luzmela (1949)
- Don Juan de Serrallonga (1949)
- Conflicto inesperado (1948)
- Cuando los ángeles duermen (1947)
- Un ladrón de guante blanco (1946) 
  - Guionista:
- Su majestad la risa (1981)
- El aventurero (1957)
- Pleito de sangre (1956)
- Los agentes del quinto grupo (1955)
- Misión extravagante (1954)
- El correo del rey (1951)
- El hijo de la noche (1950)
- El final de una leyenda (1950)
- Ha entrado un ladrón (1949)
- La niña de Luzmela (1949)
- Don Juan de Serrallonga (1949)
- Conflicto inesperado (1948)
- Cuando los ángeles duermen (1947)
- Un ladrón de guante blanco (1946) 
  - Ayudante de director
- Ángela es así (1945)
- Un enredo de familia (1943)
- Boda accidentada (1943)
- Alma de Dios (1941)
- Usted tiene ojos de mujer fatal (1939)
- Nosotros somos así (1936)
  - Actor
- La noche del cine español 1 episodio de TV (22-4-1985) 
  - Productor
- Misión extravagante (1954)